# Луталица
Луталица је југословенски хумористичко-драмски филм снимљен 1987. године. Режирао га је Зоран Чалић, који је написао и сценарио.